# Takehiko Inoue
Takehiko Inoue (n. 12 ianuarie 1967, Okuchi, Prefectura Kagoshima, Japonia) este un artist manga japonez. Acesta este cel mai bine cunoscut pentru seria de baschet Slam Dunk(1990-1996) și pentru seria Vagabond, care sunt două dintre cele mai bine vândute serii manga din istorie. Multe dintre lucrările sale sunt despre baschet, Inoue fiind un mare fan al acestui sport. Lucrările sale vândute în America de Nord și Europa de către VIZ Media sunt Slam Dunk, Vagabond și Real. În 2012, Inoue a devenit primul laureat al Premiului Cultural la Asia Cosmopolitan Awards.

## Biografie
Inoue s-a născut în Isa, Kagoshima, și i-a placut să deseneze încă de când era copil. În timpul școlii elementare și liceului, Inoue s-a alăturat cluburilor de kendo și baschet, unde a ajuns să devină capitanul clubului de baschet. În al treilea an la liceul Kagoshima Prefectural Oguchi, Inoue a urmat un curs de vara la o școală de artă cu planul de a se înscrie la o universitate de artă, dar astfel de universități erau prea scumpe, așa că a ajuns la Universitatea Kumamoto de lângă orașul său natal, unde s-a specializat în literatură. Una din lucrările sale trimise la  Weekly Shōnen Jump a atras atenția editorului Taizo Nakamura și, la vârsta de 20 de ani, Inoue a renunțat la facultate și s-a mutat în Tokyo pentru a urma o carieră de artist manga.

## Carieră
Înainte de debutul său, Inoue a fost asistentul lui Tsukasa Hojo pentru seria City Hunter. Acesta și-a făcut debutul în 1988, când lucrarea sa, Purple Kaede, a aparut in revista Weekly Shonen Jump și a câștigat cel de al 35-lea premiu anual Tezuka. Prima sa serializare a fost în 1989 cu Chameleon Jail , pentru care a fost ilustratorul unei povești scrise de către Kazuhiko Watanabe.
Prima faimă adevărată a lui Inoue a venit cu următoarea sa serie manga, Slam Dunk, o serie despre o echipa de baschet de la liceul Shohoku. A fost publicată în Weekly Shōnen Jump din 1990 până în 1996 și-a vândut peste 170 de milioane de exemplare în întreaga lume. În 1995 a primit cel de al 40-lea premiu anual Shonkakugan Manga pentru manga shonen iar în 2007 a fost declarată seria manga favorită a Japoniei. Slam Dunk a fost adaptat într-un serial de televiziune anime cu 101 episoade și patru filme. Popularitatea acestei serii manga a dus la o creștere a interesului pentru baschet a tinerilor japonezi, astfel Inoue și publicația sa Shueisha au creat programul de burse Slam Dunk în 2006. Pentru aceste lucruri Inoue a primit laude de la Asociația de Baschet Japoneză pentru ca a ajutat să popularizeze baschetul în Japonia.
Inoue a lansat Buzzer Beater ca o serie manga online în Mai 1996 pe site-ul Sports-i ESPN (acum J Sports). În această serie este vorba despre o echipă de baschet de pe pamânt care încearcă să concureze la nivel intergalactic. Pe site-ul oficial a aparut în patru limbi: Japoneză, engleză, chineză și coreeană. Buzzer Beater a fost adaptat într-o serie anime de 13 episoade în 2005, iar în 2007 a aparut a doua parte a seriei care conținea tot 13 episoade. Ambele sezoane au fost animate de către TMS Entertainment.
Următoarea serie manga a lui Inoue a fost Vagabond, o serie adaptată după poveștile ficționale scrise de Eiji Yoshikawa despre samuraiul Miyamoto Musashi, pe care a început să o deseneze în 1998. Această serie a câștigat premiul Kodansha Manga în 2000 și marele premiu a celei de a șasea ediție a Tezuka Osamu Cultural Prize în 2002.
În timp ce lucra la Vagabond, Inoue a început să deseneze o altă serie manga, Real, în 1999, a treia sa serie manga despre baschet, care de această dată se concentrează pe baschetul în scaunul cu rotile. Această serie a primit un premiu de excelență la Festivalul de artă media din Japonia. De asemenea, Inoue a creat personaje pentru jocul Lost Odyssey, bazate pe materialele primite de la Hironobu Sakaguchi. Sakaguchi l-a ales pe Inoue pentru acest proiect datorită talentului său de a înfățișa „oameni” și abilitatea sa de a „ilustra emoțiile interne ale personajelor”, deoarece scopul jocului era de a explica oameni.
În Martie 2011, Inoue a pictat imagini ale liderului Budist Shinran pe 12 ecrane pliabile pentru a fi afișate la Templul East Hongan din Kyoto.Picturile îi includ pe Shinran și Hōnen trecând prin apă cu un grup de adepți și o imagine a lui Shinran cu o pasăre.
În 2013, Inoue a publicat un jurnal de călătorie ilustrat despre viața și arhitectura lui Antoni Gaudí intitulat Pepita: Takehiko Inoue Meets Gaudí,
detaliind gândurile și călătoriile sale în Catalonia.
În 2022, Inoue și-a făcut debutul regizorial cu adaptarea seriei manga Slam Dunk scrisă de el, intr-un film anime intitulat The First Slam Dunk.

## Lucrări
- Chameleon Jail (1989–1990)
- Slam Dunk (1990–1996)
- Buzzer Beater (1996–1998)
- Vagabond (1998–2015) (on hiatus)
- Real (1999–present)
- Pepita: Takehiko Inoue Meets Gaudí (2013)